# Inachos (flod)
Inachos var namn på åtskilliga floder i det gamla Grekland. Mest omtalad bland dessa är huvudfloden i Argolis (nu kallad Panitza). Den upprinner på de Arkadiska gränsbergen och faller ut i nordligaste hörnet av argoliska havsviken (nu Naupliaviken). 
Även de i norra Grekland belägna landskapen Etolien och Thessalien har var sin flod med detta namn, av vilka den förra, som kommer från Epirus, är biflod till Acheloos, den senare till Spercheios.